# Strophaeus austeni
Strophaeus austeni is een spinnensoort uit de familie Barychelidae. De soort komt voor in Brazilië.